# Sebastião de Magalhães Lima
Sebastião de Magalhães Lima GCTE (Santos, 30 de Maio de 1850 – Lisboa, 7 de Dezembro de 1928) foi um advogado, jornalista, político e escritor português, fundador do jornal O Século. Defensor de republicanismo com pendor a um socialismo utópico, fez parte da chamada Geração de 70 e foi durante largos anos grão-mestre da Maçonaria portuguesa, presidindo aos destinos da organização aquando do Golpe de 28 de Maio de 1926 e do desencadear das perseguições que levariam à sua posterior ilegalização durante o regime do Estado Novo.
A historiadora Maria Rita Lino Garnel, chama-nos a atenção que a defesa de um ideal republicano e a propaganda antidinástica e anticlerical estão patentes na sua produção escrita e jornalística, bem como na sua acção cultural e cívica.
A primeira mensagem que passou ao conselho do Grande Oriente Lusitano Unido, em 4 de Maio de 1906, logo após ter sido eleito seu dirigente e anteriormente à Implantação de República Portuguesa, foi: "impor a revolução laicista como linha oficial da maçonaria".

## Família
Sebastião de Magalhães Lima nasceu em Santos, Brasil, filho de Sebastião de Carvalho e Lima (Aveiro, Eixo, 21 de Fevereiro de 1824 – Aveiro, Vera Cruz) e de sua mulher Leocádia Rodrigues Pinto de Magalhães (Rio de Janeiro – Aveiro, Vera Cruz), emigrantes portugueses naquela cidade. Era irmão do filósofo e ensaísta Jaime de Magalhães Lima.

## Biografia
Aos 4 anos de idade mudou-se para a região de Aveiro, de onde era oriunda a família, e depois para Lisboa, ficando a sua educação entregue a um dos mais importantes negociantes daquela cidade. Frequentou o Colégio Alemão de Lisboa, onde realizou os estudos preparatórios, e depois o Liceu do Porto, onde concluiu o ensino secundário. Em 1870 matriculou-se na Universidade de Coimbra, onde, depois de um curso distinto, se formou em Direito.
Durante os seus tempos de estudante em Coimbra destacou-se pelo desassombro com que confessava as suas opiniões republicanas e pelo vigor com que as defendia. Essa atitude levou a que colaborasse em vários periódicos políticos e literários, sendo um dos fundadores do jornal Distrito de Aveiro.
Magalhães Lima estreou-se como escritor publicando, durante os seus anos iniciais de estudo em Coimbra, um conjunto de obras de pendor romântico, com títulos como Miniaturas românticas, Martírio de um anjo, Amour et Champagne ou Um drama íntimo. Tais obras, inseridas na corrente tardia do romantismo português, não faziam adivinhar o apologista do republicanismo revolucionário em que o seu jovem autor se transformaria.

### Geração de 70
A mudança parece ter acontecido durante o ano de 1873, quando Magalhães Lima, então com 22 anos de idade, frequentava o 3.º ano do curso. Passou a advogar a revolução e metamorfoseando-se num polemista convicto, passando a colaborar na imprensa republicana, iniciando-se com um artigo, aparecido na edição de 1 de Maio de 1873 do semanário A Republica Portugueza, um periódico fundado pelo paladino republicano Augusto Manuel Alves da Veiga. Passou desde então a ser colaborador assíduo de outros jornais do mesmo quadrante ideológico, afirmando-se como uma das mais coerentes vozes do campo republicano e socialista. Como estudante, e depois como intelectual e escritor, fez parte da chamada Geração de 70, convivendo com o mais importante escol de intelectuais portugueses do último quartel do século XIX.
Quando em 1874 o escritor e político republicano espanhol Emilio Castelar y Ripoll visitou Coimbra, coube a Magalhães Lima ir saudá-lo em nome da mocidade académica à casa onde se encontrava hospedado. Perante o entusiasmo da delegação estudantil, Emilio Castelar assomou a uma janela, sendo saudado por um vibrante discurso proferido por Magalhães Lima no qual afirmava que a academia de Coimbra ia ali fazer a consagração da sua fé republicana e saudar nele o futuro das sociedades livres. Castelar, acedendo ao pedido, respondeu com um discurso apreciando os brios da academia e a franqueza com que a mocidade académica expressava os seus ideais. Em 1874 foi iniciado na Loja Perseverança, N.º 74, em Coimbra, do Grande Oriente Lusitano Unido, com o nome simbólico de João Huss, passando depois a coberto.
Após uma visita a Madrid, feita já com motivações políticas, Magalhães Lima concluiu a sua formatura em 1875, com a classificação de distinto, encetando nesse ano funções de advogado em Coimbra. Nesse mesmo ano publicou o romance A Senhora Viscondessa, transferindo-se pouco depois para Lisboa onde assentou banca de advogado.

### Jornalismo e actividade política
Ao mesmo tempo que se iniciava como advogado continuava a sua participação na imprensa republicana, com destaque para os periódicos Democracia, Distrito de Aveiro, Mosaico, Jornal de Lisboa e Galeria republicana  (onde o seu nome consta como diretor), afirmando-se como um dos mais eficazes propagandistas dos ideais da esquerda republicana. Foi também colaborador na revista O Xuão  (1908-1910), na Revista de turismo  iniciada em 1916, A semana de Lisboa  (1893-1895) e ainda em A Choldra  (1926). Também se encontra colaboração póstuma na Semana Portuguesa  (1933-1936).

A partir de finais da década de 1870 afasta-se progressivamente da advocacia para se dedicar ao jornalismo e à política, escrevendo um conjunto de panfletos que intitulou O Espectro de Juvenal, defendendo o regime republicano e atacando duramente as instituições da monarquia constitucional portuguesa. 
Aquando da assinatura em Maio de 1878 do Tratado de Lourenço Marques destacou-se pela violência dos seus ataques à pusilanimidade do Governo e às cedências à hegemonia britânica, escrevendo violentos artigos nos jornais e intervindo como principal orador nos comícios oposicionistas que então se realizaram. A campanha foi tão eficaz que o parlamento rejeitou a ratificação daquele acordo, pondo termo à carreira política de Andrade Corvo.
Em 1879 fundou o periódico Comércio de Portugal, jornal que dirigiu e que a partir de 1880 foi adquirido pelo político progressista João Crisóstomo Melício, 1.º visconde de Melício. Nesse mesmo ano publicou um opúsculo intitulado A questão do Banco Nacional Ultramarino, com graves acusações à forma como aquela instituição bancária fora administrada.
Já ligado à esquerda republicana, em 1880 fez parte da comissão executiva da imprensa nas grandes comemorações do centenário de Luís de Camões, publicando depois um opúsculo reproduzindo uma conferência que proferiu sobre as comemorações camonianas no estrangeiro. 

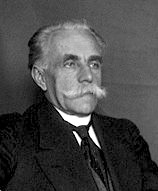
Magalhães Lima no início do século.

### Fundação de O Século e ideais republicanos
No ano de 1881 fundou em parceria com figuras destacadas do republicanismo o periódico O Século, que passou a dirigir. A violência de alguns dos artigos publicados no jornal sob a sua direcção levou a que fosse processado e passasse algum tempo preso no Limoeiro de Lisboa e a um duelo ao sabre com Pinheiro Chagas, então director do Diário da Manhã, do qual resultaram ferimentos ligeiros para este.
No início da década de 1890, Magalhães Lima, então já consumado como jornalista enérgico e orador fluente, assumiu-se com um dos principais vultos do Partido Republicano, defendendo um republicanismo com pendor a socialismo utópico, mas pugnando por um entendimento entre a burguesia e o proletariado. Aquando da onde de contestação que varreu Portugal na sequência do ultimato britânico de 1890, encabeçou a contestação antibritânica e antimonárquica, dirigindo nos anos seguintes o periódico republicano A Folha do Povo e depois o jornal A Vanguarda. 
Em 1898 foi membro da comissão que organizou as comemorações do centenário do descobrimento do caminho marítimo para a Índia.

### Grande Oriente Lusitano
Iniciado na Loja Perseverança, N.º 74, do Grande Oriente Lusitano Unido, de Coimbra, no ano de 1874, com o nome simbólico de João Huss, em homenagem ao pensador e reformador religioso, ascendeu a Grão-Mestre da Maçonaria em 1907, num dos mais longos mandatos na história maçónica portuguesa, o qual apenas terminou com o seu falecimento em 1928. 
Em 1890 regulariza-se na Loja Obreiros do Trabalho, N.º 160, do Grande Oriente Lusitano Unido, em Lisboa. Em 1892 é um dos Fundadores da Loja Gomes Freire, N.º 177, em Lisboa, do Grande Oriente Lusitano Unido.
Em 1904 filia-se na Loja Livre Exame, N.º 200, em Lisboa, do Grande Oriente Lusitano Unido. A 18 de Dezembro de 1904 realizou-se um banquete de homenagem a Magalhães Lima, no salão do Real Coliseu de Lisboa, presidido por Alfredo da Cunha, então director do Diário de Notícias, que reuniu mais de 300 pessoas de todas as classes sociais. 

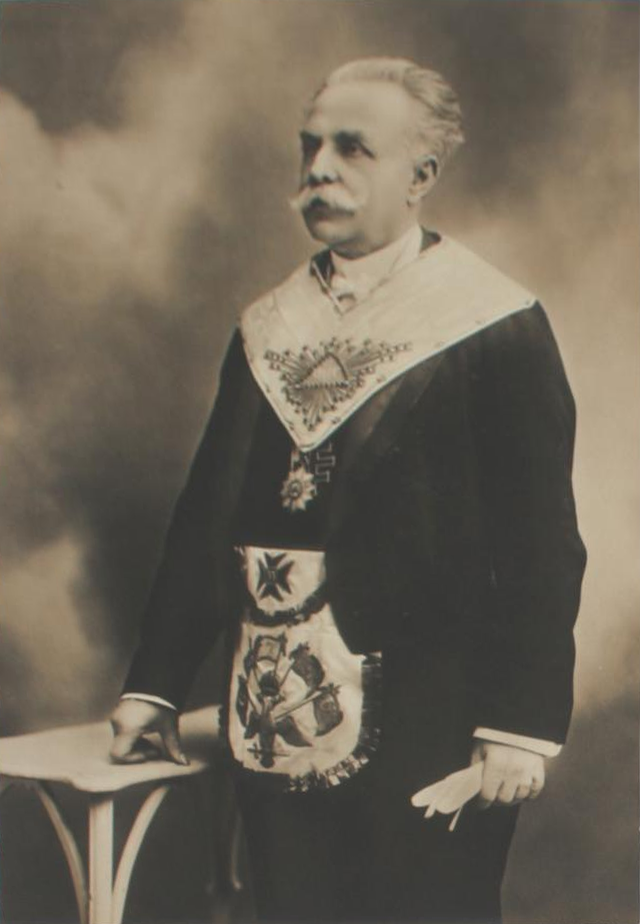
Magalhães Lima

Em 1906 é um dos Fundadores da Loja Solidariedade, N.º 270, em Lisboa, do Grande Oriente Lusitano Unido. Desempenha funções de 12.º Presidente do Conselho da Ordem do Grande Oriente Lusitano de 1906 a 1907. 
Em 1907 é eleito 21.º Soberano Grande Comendador do Supremo Conselho afecto ao Grande Oriente Lusitano e 10.º Grão-Mestre do Grande Oriente Lusitano Unido, sendo depois sucessivamente reeleito para ambos os cargos entre 1907 e 1928. Ocupa ainda este cargo à data da sua morte. 
Como Maçon e como Grão-Mestre participou em numerosos congressos e encontros maçónicos, nacionais e internacionais. Acumula o cargo de Grão-Mestre com o de Soberano Grande Comendador do Supremo Conselho do Grau 33 do Rito Escocês Antigo e Aceite, grau que lhe foi expressamente concedido pelo Supremo Conselho da Escócia, em Edimburgo.
Sendo um dos maçons mais prestigiados internacionalmente, durante este período foi o grande impulsionador da republicanização daquela organização, conspirando activamente para a implantação do regime republicano em 1910, apoiando múltiplas tentativas revolucionárias durante as fases mais exaltadas da Primeira República Portuguesa. 
Foi nesse contexto que em 6 de Dezembro de 1918, teve a sede do Grande Oriente Lusitano assaltada por populares que acusavam a Maçonaria de estar por detrás do atentado frustrado à vida de Sidónio Pais ocorrida na véspera e que foi preso e maltratado no Governo Civil de Lisboa, na noite de 18 de Dezembro daquele ano, depois do assassinato de Sidónio Pais, por alegadas relações com José Júlio da Costa, o jovem republicano que praticou aquele acto.

### Os anos da I República
Ainda antes da implantação da República, fez parte do Gabinete Internacional Permanente para a Paz (International Peace Bureau ou IPB) e, pelo seu trabalho nesta organização, foi indicado em 1909 para o Prémio Nobel da Paz, por iniciativa do deputado republicano português José Feio Terenas. O Nobel desse ano coube, no entanto, ao belga Auguste Beernaert, membro do Tribunal Permanente de Arbitragem, e ao parlamentar francês Estournelles de Constant. 
Em 1910, seria o próprio Gabinete Internacional Permanente para a Paz a receber o Nobel. Antes disso, em 1901, o próprio Magalhães Lima participou na indicação para o primeiro Prémio Nobel da Paz de Frédéric Passy, fundador e presidente da Sociedade Francesa para a Paz, que recebeu a distinção em parceria com o fundador da Cruz Vermelha Internacional e promotor das Convenções de Genebra, o suíço Henri Dunant.
Foi membro do Directório do Partido Republicano Português e participou na embaixada republicana do Verão de 1910 como delegado dos republicanos e socialistas portugueses a vários reuniões internacionais, percorrendo a Espanha, a Itália e a França. Encontrava-se em Paris quando a república foi proclamada em Portugal, sendo no regresso a Lisboa recebido com entusiasmo pelos republicanos. Também foi dirigente da Associação de Jornalistas e Homens de Letras de Lisboa, instituição que representou nos congressos de jornalismo que se realizaram em Estocolmo, Paris, Lisboa, Roma e Viena. 
Após a proclamação da República Portuguesa, foi deputado à Assembleia Constituinte de 1911, na qual foi escolhido como relator da Constituição da República Portuguesa de 1911. No Congresso da República candidatou-se às eleições presidenciais de 24 de Agosto de 1911, nas quais foi eleito Manuel de Arriaga, obtendo apenas um único voto.
Exerceu as funções de Ministro da Instrução Pública de 17 de Maio a 19 de Junho de 1915, no governo presidido por José Ribeiro de Castro instituído depois da revolução de 14 de Maio de 1915 que pôs termo à ditadura do general Joaquim Pimenta de Castro.
Em 1921 fundou a Liga Portuguesa dos Direitos do Homem.
Foi Grã-Cruz da Ordem Militar da Torre e Espada, do Valor, Lealdade e Mérito a 29 de Abril de 1919.

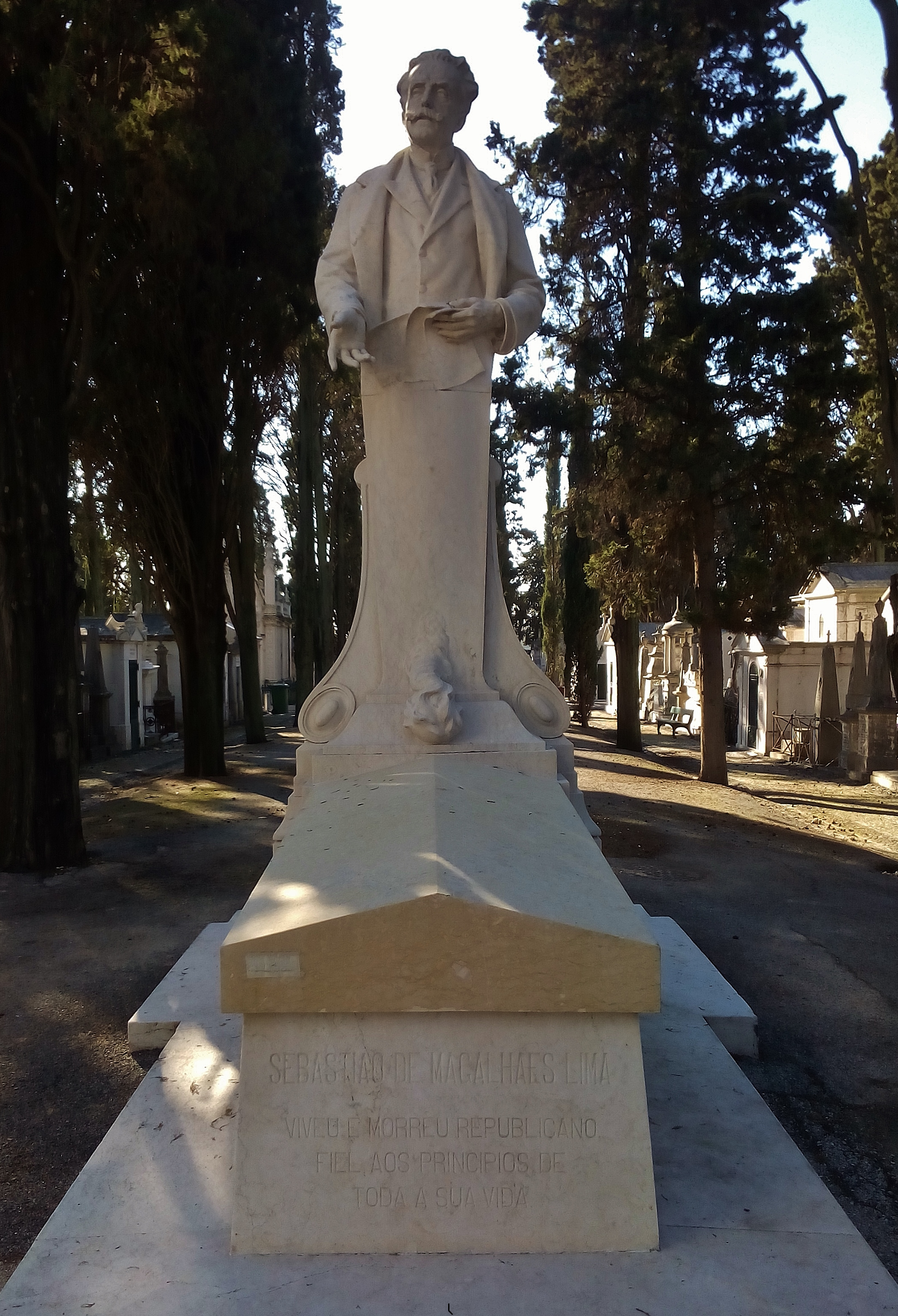
Jazigo de Sebastião de Magalhães Lima, Cemitério dos Prazeres:
"VIVEU E MORREU REPUBLICANO
FIEL AOS PRINCIPIOS DE
TODA A SUA VIDA."

Faleceu em Lisboa a 7 de Dezembro de 1928, já sob o governo da Ditadura Nacional, mas ainda assim o seu funeral reuniu dezenas de milhar de pessoas. Foi um dos maçons portugueses mais conhecidos e prestigiados fora de Portugal, e um dos grão-mestres com mais longo mandato na história maçónica portuguesa (1907 a 1928), coincidente com o período de maior apogeu da Maçonaria em Portugal. Na sua última mensagem como Grão-Mestre, em 1928, condenou a opressão que um regime ditatorial impusera ao seu país desde 1926, afirmando que os conceitos de Pátria e de Liberdade eram sinónimos.

### Obras
Para além de uma vasta obra dispersa por periódicos vários e panfletos, é autor das seguintes monografias: 
- Martírio de um anjo
- Amour et Champagne
- Um drama íntimo
- Fatalidade e o destino
- Cambiantes da comédia humana
- Estrelas e nuvens
- A beira-mar
- Um dia de noivado
- A Actualidade (estudo económico-social)
- A Federação Ibérica, 1892 (edição francesa)
- A Guerra e a Paz (conferência)
- A Obra Internacional (edição portuguesa e edição francesa), 1897
- A Questão do Banco Nacional Ultramarino, 1879
- A Revolta (1.ª Parte)
- A Revolta (2.ª Parte)
- A Senhora Viscondessa (romance), 1875 (eBook)
- Costumes Madrilenos, 1877 (eBook)
- Da monarquia à república: história da implantação da república em Portugal, 1910
- Episódios da minha vida: memórias documentadas, 1928
- Miniaturas Românticas, 1871 (eBook)
- O Centenário [de Camões] no Estrangeiro (conferência realizada na Sociedade do Geografia de Lisboa no dia 11 de Novembro de 1897), Lisboa, 1897
- O Congresso de Roma, 1904 (eBook)
- O Federalismo, 1898 (eBook)
- O Livro da Paz, 1895
- O Papa Perante o Século
- O Primeiro de Maio, 1894 (eBook)
- Os Estados Unidos da Europa (Trad.), 1874
- O Socialismo na Europa, 1892
- Padres e Reis, 1873
- Pela Pátria e Pela Republica, 1891
- Paz e Arbitragem, 1897 (eBook)
- Teoria da humanidade
- Pena de morte
- As subsistências

## Biblografia
- Maria Rita Lino Garnel (2004), A República de Sebastião de Magalhães Lima, Lisboa: Livros Horizonte (ISBN 972-24-1323-6), Rev. Lusófona de Educação, n. 15, Lisboa, 2010